# Rafael Roca Ricart
Rafael Roca Ricart (Alaquàs, 1971) també conegut com a Rafael Roca o Rafa Roca és doctor en Filologia Catalana, professor de la Universitat de València, historiador de la literatura i la cultura, estudiós de la Renaixença valenciana i de la comarca de l'Horta Sud, especialment d'Alaquàs.
És especialista en literatura del segle xix, específicament de Teodor Llorente i Constantí Llombart; l'estudi de l'activitat cultural durant la Renaixença El valencianisme de la Renaixença li va valdre el Premi d'Assaig Mancomunitat de la Ribera Alta als Premis Literaris Ciutat d'Alzira. També ha investigat les visites que feu el Centre Excursionista de Lo Rat Penat (1880-1911). Ha publicat treballs a les revistes Afers, Anuari Verdaguer, Caplletra, Llengua & Literatura i Randa, i ha col·laborat en diverses obres col·lectives. És a més membre del Consell de Redacció de la revista Saó, de la Societat Verdaguer d'estudis literaris i col·laborador del Levante-EMV. Des de juny de 2022, és membre numerari de la Secció Històrico-Arqueològica de l'Institut d’Estudis Catalans. Dirigeix, des de l'any 2024, la Revista Valenciana de Filologia, publicada per la Institució Alfons el Magnànim.
Ha impartit conferències i ha realitzat estudis i publicacions sobre la comarca de l'Horta Sud i llurs manifestacions culturals i festives, i ha estat president de l'Institut d'Estudis Comarcals de l'Horta Sud.
L'any 2018 va ser guardonat amb el premi Castell d'Alaquàs, que reconeix la seua aportació a la recuperació de la història d'Alaquàs a través de la publicació Quaderns d'Investigació d'Alaquàs, documentant manifestacions culturals com el Cant de la Carxofa" o la "Cordà. L’any 2021 fou guardonat amb el premi Carxofa d’Honor que concedeix l’Associació d’Amics i Amigues del Cant de la Carxofa d’Alaquàs en atenció als seus estudis històrics sobre el cant del motet.

## Obra
- 1994 Obra poètica, Jordi de Sant Jordi (Introducció i estudi crític a cura de Rafael Roca)[14]
- 2001 Escrits polítics 1866-1908, Teodor Llorente Olivares, (Edició a cura de Rafael Roca)[14]
- 2004 Teodor Llorente, el darrer patriarca[15]
- 2005 Constantí Llombart i el seu temps[15]
- 2006 Teodor Llorente, líder de la Renaixença valenciana[15]
- 2006 Constantí Llombart. Poesies valencianes (edició a cura de Rafael Roca Ricart), AVL.
- 2007 Teodor Llorente i la renaixença valenciana[15]
- 2008 La Renaixença i la ruta del Cister: l'aplec de catalans, mallorquins i valencians a Poblet, Santes Creus, Valls i Tarragona (1882)[15]
- 2010 El valencianisme de la Renaixença[16]
- 2011 Teodor Llorente, patriarca de la Renaixença[15]
- 2013 Teodor Llorente: obra valenciana completa (estudi i edició crítica a cura de Rafael Roca)[15][17]
- 2018: El sol de nostra glòria. La germanor cultural valencianocatalana a través d’un epistolari inèdit de Teodor Llorente (1865-1910)[18]
- 2019: Memorias de un viaje a Italia, d'Eduard López-Chavarri (estudi i edició a cura de Rafael Roca)[19]
- 2021: Viatge a Escandinàvia (1911), de Josep Sanchis Sivera (estudi i edició a cura de Rafael Roca)[20]

## Premis
- Premi d'Assaig Mancomunitat de la Ribera Alta per El valencianisme de la Renaixença[1]
- Premi Ferran Soldevila de Biografia, Memòries i Estudis per Teodor Llorente, líder de la Renaixença valenciana[1]
- Premi d'Assaig i Investigació Francesc Martínez i Martínez d'Altea, per La germanor cultural valencianocatalana a través d'un epistolari inèdit de Teodor Llorente (1865-1910)